# Belgisch-Lotharingen
Belgisch-Lotharingen (Frans: Lorraine belge) wordt binnen de geologie (op de geologische kaart vormt zij de rand van het bekken van Parijs) en in het verlengde daarvan ook in de floristiek het gebied ten zuiden van de rivier de Semois genoemd, de streek rond Aarlen en Virton oftewel het uiterste zuidoosten van België.
Alhoewel deze streek vaak tot de Ardennen in ruime zin wordt gerekend valt ze in strikt geologische zin daar niet onder. De Ardennen worden namelijk gekenmerkt door oude, relatief zure gesteenten en een voor België koel klimaat. Belgisch-Lotharingen daarentegen kent zandkalksteen en mergel en een voor Belgische begrippen wat warmer klimaat. Ook zijn de hoogtes van de heuvels van een lager niveau, ze blijven onder de 500 meter. Bovendien zijn deze heuvels anders van opbouw, het betreft een zogenoemd cuesta-heuvellandschap; dat wil zeggen dat - in dit geval - de heuvels aan de zuidkant licht aflopend zijn en aan de noordkant steil aflopend.
Linguïstisch en cultureel valt Belgisch-Lotharingen uiteen in de van oudsher Romaanse Gaume en het van oudsher Germaanse Land van Aarlen. De Gaume valt ruwweg samen met het arrondissement Virton, het Land van Aarlen met het arrondissement Aarlen. Geografisch en bijvoorbeeld ook architectonisch gezien, zijn er nauwelijks verschillen tussen deze twee streken van Belgisch-Lotharingen.
In de Gaume spreekt men een Romaans dialect dat sterk tegen het dialect van Frans-Lotharingen aanleunt. In tegenstelling tot dat laatste, bijna uitgestorven, dialect is het "Gaumais" in veel dorpen redelijk bewaard gebleven, al spreekt de jeugd het dialect nauwelijks meer. In het Land van Aarlen wordt van oudsher Luxemburgs (Lëtzebuergesch) gesproken. In de stad Aarlen wordt die taal nauwelijks meer gehoord (behalve uit de mond van Luxemburgse bezoekers), maar op het omringende platteland spreken zeker oudere generaties ze nog dagelijks. Gezien de grote economische invloed van het Groothertogdom op de streek, is de taal er de laatste jaren weer sterk in opmars. Er zijn cursussen, basisscholen besteden aandacht aan de taal en steeds meer straat- en plaatsnaamborden zijn tweetalig Frans-Luxemburgs.
Belgisch-Lotharingen sluit aan op het ten zuiden daarvan in Noord-Frankrijk gelegen Lotharingen en op het ten oosten gelegen Luxemburgse Gutland.